# Ameerega berohoka
Ameerega berohoka es una especie de anfibio anuro de la familia Dendrobatidae.

## Distribución geográfica
Esta especie es endémica de Goiás en Brasil. Se encuentra en Cerrado en la cuenca del río Araguaia. Se encuentra a 416 m sobre el nivel del mar.

## Publicación original
- Silva & Maciel, 2011: A new cryptic species of Ameerega (Anura: Dendrobatidae) from Brazilian Cerrado. Zootaxa, n.º 2826, p. 57–68.[4]